# Still think of you
Still think of youは2010年11月17日に発売されたPurple Daysのシングル。一般向けの販売としては2枚目のシングルとなる。
オリコンはチャートインしなかった。

## 収録曲
1. Still think of you
作詞:吉田ワタル/作曲:石坂翔太/編曲:HIKARI、Purple Days
2. ヒトツボシ
作詞:吉田ワタル/作曲:鈴木俊彦/編曲:HIKARI、Purple Days
3. Still think of you -instrumental-
4. ヒトツボシ -instrumental-

## 品番
AVCD-31916

## 価格
- ￥1,050 (税込)